# Aventino de Troyes
Aventino de Troyes, fue un laico francés al servicio de Lupo de Troyes, obispo de dicha ciudad.

## Hagiografía
La tradición lo tiene como un clérigo, por lo que se le representa usando hábitos, sin embargo, no existen pruebas de su ordenación ni mucho menos de su ejercicio clerical.
Lo que si se sabe con certeza fue que estuvo al servicio del obispo de Troyes, San Lupo, a finales de su regencia.
Se afirma que posiblemente nació en la ciudad de Bourges, y provenía de una familia adinerada y prestante en dicha región.
Su contacto con la Iglesia, inició de la mano de su servicio al obispo de Troyes, Lupo, elevado también a los altares, quien lo adoptó como su colaborador.